# 가미정 (오카야마현)
가미정(加美町)은 오카야마현 구메군에 있던 정이다. 현재의 미사키정에 해당한다.

## 역사
- 1904년 6월 1일 - 구메군 이나오카키타촌, 도요오카촌이 합병해 가미촌이 발족하였다.
- 1942년 11월 3일 - 정으로 승격해 가미정이 되었다.
- 1955년 1월 1일 - 우타노촌, 오하가촌, 미호촌과 합병해, 주오정이 되었다.

## 참고문헌
- 和泉橋警察署 『新旧対照市町村一覧』第2冊（東京 ： 加藤孫次郎、1889（明22））
- 地名編纂委員会 『角川日本地名大辞典33 岡山』（角川学芸出版、1989、ISBN 4040013301）